# Matthew Rao
Matthew Rao, né le 3 mai 1994 à Toulouse en France, est un pilote automobile britannique.

## Carrière

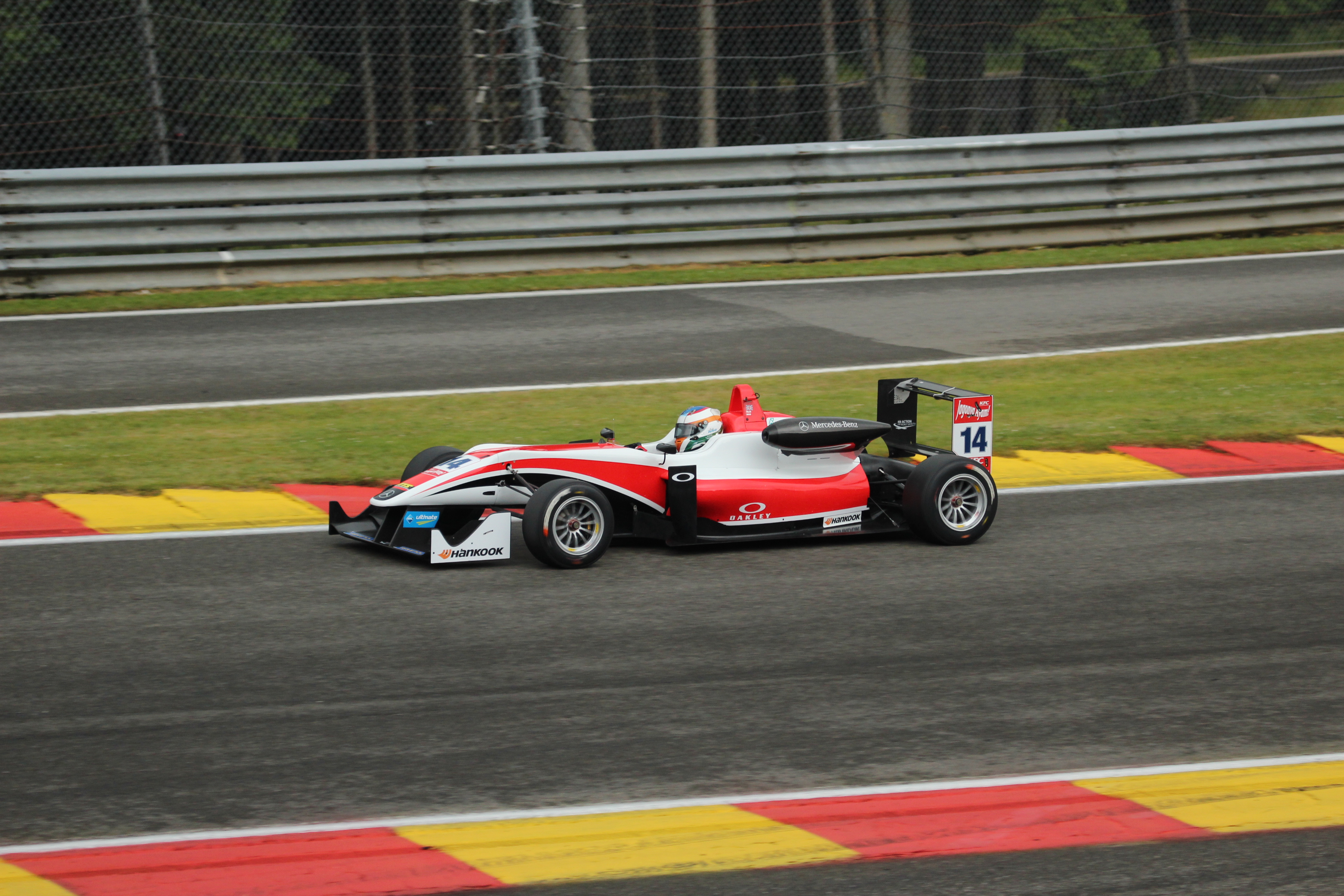
Matthew Rao en Formule 3 sur le circuit de Spa-Francorchamps

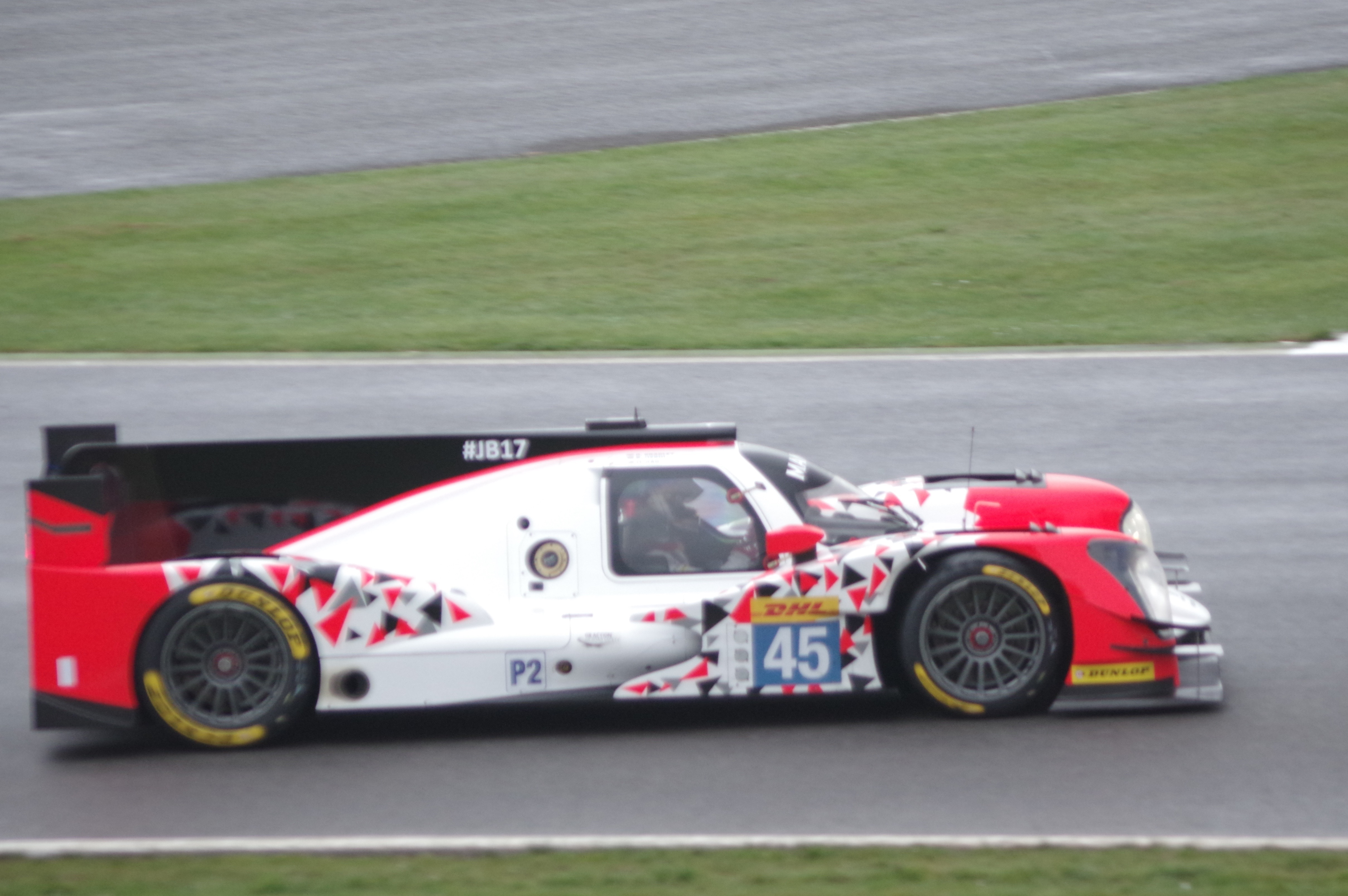
L'Oreca 05 de l'écurie Manor durant les 6 Heures de Silverstone

### 2015-2016
Fin 2015, après une saison passée dans le championnat d'Europe de Formule 3 au sein de l'écurie Fortec Motorsport, Matthew Rao participe au rookie test de fin de saison du championnat du monde d'endurance FIA avec l'écurie Signatech Alpine au volant d'une Alpine A460 à Bahreïn.
En 2016, il rejoint l'écurie Manor Motorsport afin de participer à l'intégralité du championnat du monde d'endurance FIA au volant d'une Oreca 05 dans la catégorie LMP2. Cette première saison, aussi bien pour l'écurie que pour Matthew Rao dans ce championnat, n'est pas au niveau des espérances. Le meilleur résultat est une troisième place aux 6 Heures de Spa, mais la voiture doit abandonner en quatre occasions. Une participation a lieu aux 24 Heures du Mans, qui n'était originellement pas prévue du fait que le Manor Motorsport n'avait reçu qu'une seule invitation. La voiture abandonne assez rapidement, après avoir été en tête de la catégorie lors des premières heures de la course.

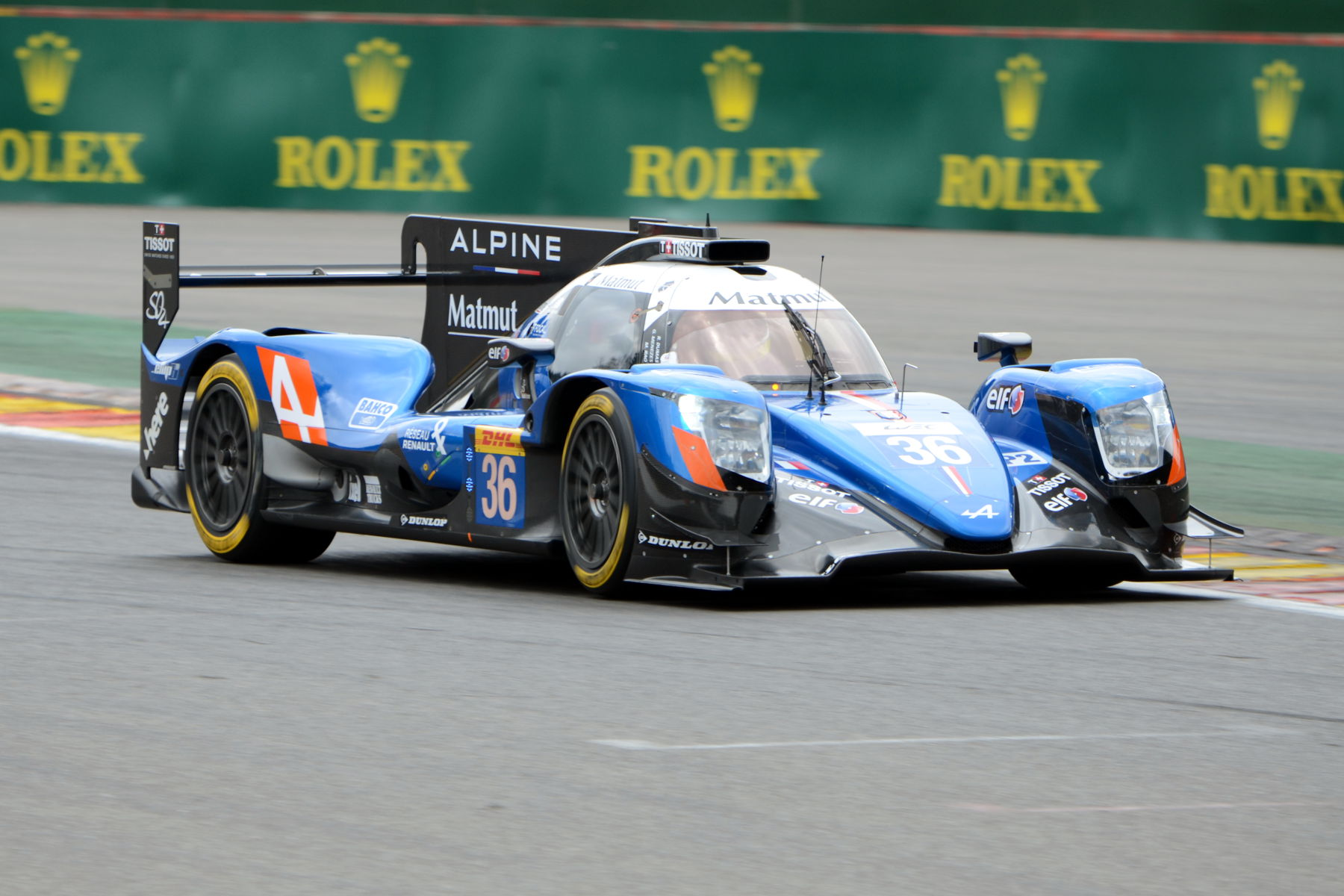
L'Alpine A470 de l'écurie Signatech Alpine Matmut aux 6 Heures de Spa

### 2017
En 2017, Matthew Rao change d'écurie et rejoint Signatech Alpine Matmut afin de participer au championnat du monde d'endurance FIA au volant d'une Alpine A470 dans la catégorie LMP2. Pour la première manche de la saison, les 6 Heures de Silverstone, il réalise le 2e temps en qualifications avec Nicolas Lapierre à 46/1000 de la pole position. Lors de la course, il prend son relais avec la voiture en première position, avec une minute d’avance sur le reste du peloton des LMP2. Cet écart patiemment construit s’évanouit lors d’une longue neutralisation derrière la voiture de sécurité. À la reprise, Rao contient ses poursuivants mais étant en difficulté avec ses pneus, il doit céder quelques places. Des problèmes de boite de vitesses compromettent les derniers espoirs de l'écurie, et la voiture boucle la course en 4e position.
Pour la seconde manche de la saison, les 6 Heures de Spa, Matthew Rao, associé à Gustavo Menezes, réalise de nouveau le 2e temps à 23/1000 de la pole position. Des faits de course font plonger la voiture dans la seconde moitié du classement. Rao prend alors le volant et remonte jusqu’à la quatrième place. Cependant, de nouveaux faits de course font rétrograder la voiture, qui boucle la course en 5e position.

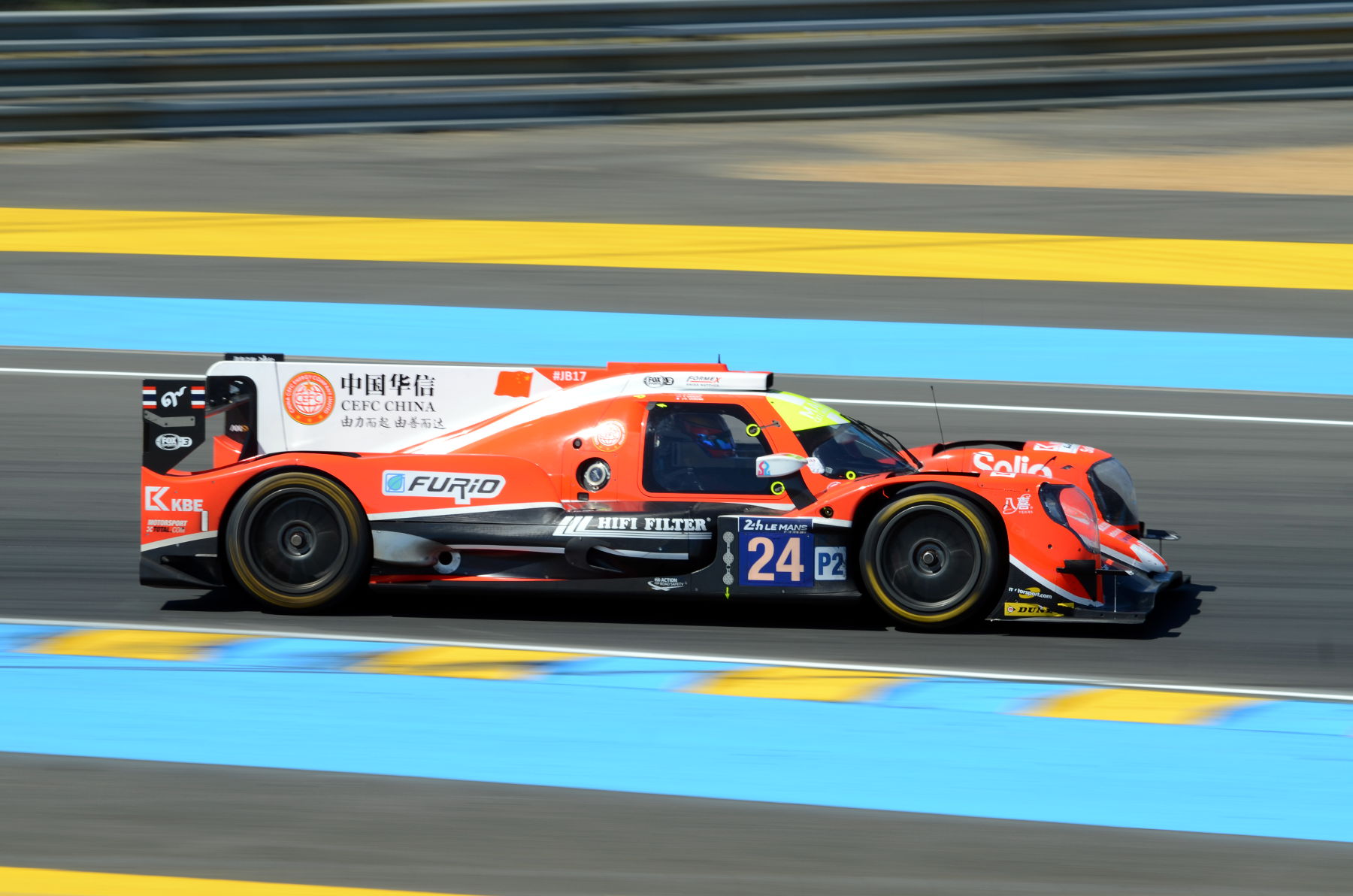
L'Oreca 07de l'écurie CEFC Manor TRS Racing

Les 24 Heures du Mans se solderont par une 5e place. 
Une progression des performances a lieu durant les manches suivantes du championnat avec une 3e place aux 6 Heures du Nürburgring. 
À la suite du passage de deux voitures à une voiture pour les manches hors Europe du championnat du monde d'endurance FIA, Matthew Rao et l'écurie Signatech Alpine Matmut se séparent, alors qu'il était en troisième position du classement des pilotes LMP2 à l'issue des quatre premières manches. 
Il rebondit ensuite assez rapidement en rejoignant l'écurie CEFC Manor TRS Racing afin d'y finir le championnat. Cette nouvelle collaboration commence sous de meilleurs auspices avec une nouvelle 3e place aux 6 Heures de Mexico. Il finit la saison avec deux podiums et 100 points, et se classe 7e au classement des pilotes LMP2, en progression de trois places par rapport à sa saison précédente.

## Palmarès

### 24 Heures du Mans

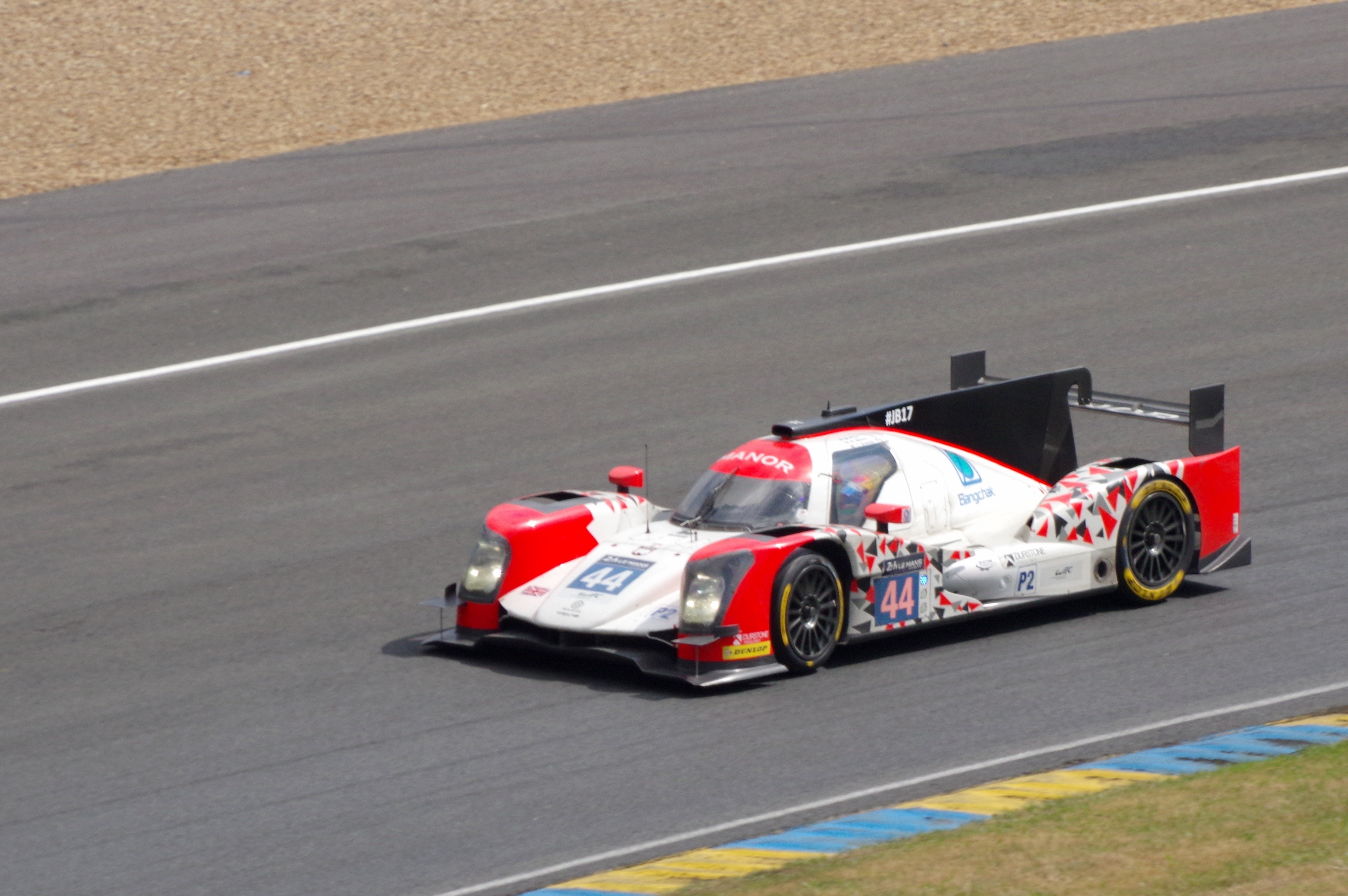
l'Oreca 05 de l'écurie Manor durant les 24 Heures du Mans

| Année | Écurie                  | Copilotes                    | Voiture            | Classe | Tours | Pos. | Class Pos. |
| ----- | ----------------------- | ---------------------------- | ------------------ | ------ | ----- | ---- | ---------- |
| 2016  | Manor                   | Tor Graves Roberto Merhi     | Oreca 05-Nissan    | LMP2   | 283   | Abd. | Abd.       |
| 2017  | Signatech Alpine Matmut | Romain Dumas Gustavo Menezes | Alpine A470-Gibson | LMP2   | 351   | 10e  | 8e         |

### Championnat du monde d'endurance
| Année | Ecurie                  | Châssis     | Moteur                      | Classe | 1     | 2     | 3        | 4        | 5        | 6        | 7     | 8     | 9      | Position | Points |
| ----- | ----------------------- | ----------- | --------------------------- | ------ | ----- | ----- | -------- | -------- | -------- | -------- | ----- | ----- | ------ | -------- | ------ |
| 2016  | Manor                   | Oreca 05    | Nissan VK45DE 4,5 l V8 Atmo | LMP2   | SIL 6 | SPA 3 | LMS Abd. | NÜR Abd. | MEX Abd. | COA Abd. | FUJ 7 | SHA 9 | BHR 10 | 9e       | 63     |
| 2017  | Signatech Alpine Matmut | Alpine A470 | Gibson GK428 4,2 l V8 Atmo  | LMP2   | SIL 4 | SPA 5 | LMS 5    | NÜR 3    |          |          |       |       |        | 7e       | 100    |
| 2017  | CEFC Manor TRS Racing   | Oreca 07    | Gibson GK428 4,2 l V8 Atmo  | LMP2   |       |       |          |          | MEX 3    | CDA 6    | FUJ 5 | SHA 9 | BHR 6  | 7e       | 100    |

### Championnat d'Europe de Formule 3
| Année | Écurie            | Moteur   | SIL  | SIL | SIL  | HOC | HOC | HOC | PAU | PAU | PAU | MNZ | MNZ | MNZ | SPA | SPA | SPA  | NOR | NOR | NOR  | ZAN | ZAN | ZAN | RBR | RBR | RBR | ALG | ALG  | ALG | NÜR | NÜR | NÜR  | HOC | HOC | HOC | Position | Points |
| ----- | ----------------- | -------- | ---- | --- | ---- | --- | --- | --- | --- | --- | --- | --- | --- | --- | --- | --- | ---- | --- | --- | ---- | --- | --- | --- | --- | --- | --- | --- | ---- | --- | --- | --- | ---- | --- | --- | --- | -------- | ------ |
| 2015  | Fortec Motorsport | Mercedes | Abd. | 22  | Abd. | 14  | 16  | 31  | 19  | 24  | 19  | 16  | 15  | EX. | 23  | 14  | Abd. | 23  | 21  | Abd. | 22  | 23  | 27  | 25  | 31  | 25  | 25  | Abd. | 21  | 22  | 18  | Abd. | 23  | 28  | 18  | 29       | 0      |